# Кулик Олександр Павлович (Герой Радянського Союзу)
Олекса́ндр Па́влович Кули́к (1907, с. Деревецьке Бердянського району Запорізької області — 29 січня 1945, Куршська коса) — лейтенант Червоної Армії, учасник Другої світової війни, Герой Радянського Союзу (1945).

## Життєпис
Олександр Кулик народився в 1907 року в селі Деревецьке (нині — Бердянський район Запорізької області). До війни працював спочатку бухгалтером в сільськогосподарській артілі у себе на батьківщині, пізніше переїхав у Маріуполь. У липні 1941 року призваний на службу в Робітничо-селянську Червону Армію. З липня 1943 року — на фронтах німецько-радянської війни. Спочатку був санінструктором, але восени 1944 року закінчив курси політпрацівників у званні лейтенанта став парторгом батальйону 113-го стрілецького полку 32-ї стрілецької дивізії 4-ї ударної армії 1-го Прибалтійського фронту. Відзначився під час визволення Прибалтики.
Під час наступу радянських військ в Литовській РСР Кулик постійно перебував на передовій. У ніч з 28 на 29 січня 1945 року він у складі штурмової роти під ворожим вогнем по льоду перебрався через Куршську затоку і взяв активну участь в боях за захоплення та утримання плацдарму на Куршській косі. Противник зробив шість контратак, але всі вони були відбиті. Під час останньої з контратак, коли у Кулика скінчилися патрони, він продовжував битися в рукопашну, знищивши більше 10 ворожих солдатів, але і сам при цьому загинув. Похований на військовому кладовищі в населеному пункті Кайряй у Литві.
Указом Президії Верховної Ради СРСР від 19 квітня 1945 року за «мужність, відвагу та героїзм, проявлені в боротьбі з німецькими загарбниками» лейтенант Олександр Кулик посмертно був удостоєний високого звання Героя Радянського Союзу. Також був нагороджений орденами Леніна та Слави 3-го ступеня, двома медалями «За відвагу».
На честь Кулика названі вулиця в Маріуполі та океанський рибальський траулер.